# Gorgoniapolynoe guadalupensis
Gorgoniapolynoe guadalupensis är en ringmaskart som beskrevs av Pettibone 1991. Gorgoniapolynoe guadalupensis ingår i släktet Gorgoniapolynoe och familjen Polynoidae. Inga underarter finns listade i Catalogue of Life.